# Intensidad (música)

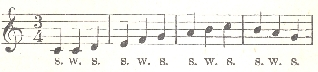
Acento de notas Enciclopedia completa de música.

La intensidad en música es la cualidad que diferencia un sonido suave de un sonido fuerte. Depende de la fuerza con la que el cuerpo sonoro sea ejecutado y de la distancia del receptor de la fuente sonora. Se trata de una de las cuatro cualidades esenciales del sonido articulado junto con la altura, la duración y el timbre.
Acústicamente la intensidad depende de la amplitud de las vibraciones. Y particularmente está conectada a una magnitud definida como intensidad acústica, que se mide en W/m² o más comúnmente en decibelios (dB) cuando se mide logarítmicamente (Nivel de presión sonora). En psicoacústica la diferencia que mide la percepción de la intensidad musical se define como sonoridad.
La dinámica musical hace referencia a las graduaciones de la intensidad del sonido. Dentro de la terminología musical se denomina matiz dinámico o de intensidad a cada uno de los distintos grados o niveles de intensidad en que se pueden interpretar uno o varios sonidos, determinados pasajes o piezas musicales completas.